# Lijst van afleveringen van Outlaws (1960)
Dit is een lijst met afleveringen van de Amerikaanse NBC-televisieserie Outlaws. De serie telt 2 seizoenen. Een overzicht van alle afleveringen met uitzenddatum in de Verenigde Staten is hieronder te vinden.

## Seizoen 1
| Nr. | Titel aflevering                | Uitzenddatum VS   |
| --- | ------------------------------- | ----------------- |
| 1   | Thirty a Month                  | 29 september 1960 |
| 2   | Ballad for a Badman             | 6 oktober 1960    |
| 3   | Beat the Drum Slowly            | 20 oktober 1960   |
| 4   | Rape of Red Sky                 | 27 oktober 1960   |
| 5   | Shorty                          | 3 november 1960   |
| 6   | Last Chance                     | 10 november 1960  |
| 7   | Starfall (Part 1)               | 24 november 1960  |
| 8   | Starfall (Part 2)               | 1 december 1960   |
| 9   | The Fortune Stone               | 15 december 1960  |
| 10  | The Quiet Killer                | 29 december 1960  |
| 11  | Return to New maart             | 5 januari 1961    |
| 12  | The Waiting Game                | 19 januari 1961   |
| 13  | The Daltons Must Die (Part 1)   | 26 januari 1961   |
| 14  | The Daltons Must Die (Part 2)   | 2 februari 1961   |
| 15  | Assassin                        | 9 februari 1961   |
| 16  | Culley                          | 16 februari 1961  |
| 17  | The Bill Doolin Story           | 2 maart 1961      |
| 18  | The Bell                        | 9 maart 1961      |
| 19  | No More Pencils — No More Books | 16 maart 1961     |
| 20  | Blind Spot                      | 30 maart 1961     |
| 21  | Outrage at Pawnee Bend          | 6 april 1961      |
| 22  | The Avenger                     | 13 april 1961     |
| 23  | The Sooner                      | 27 april 1961     |
| 24  | Sam Bass                        | 4 mei 1961        |
| 25  | The Brothers                    | 11 mei 1961       |
| 26  | The Little Colonel              | 18 mei 1961       |

## Seizoen 2
| Nr. | Titel aflevering                           | Uitzenddatum VS  |
| --- | ------------------------------------------ | ---------------- |
| 1   | Chalk's Lot                                | 5 oktober 1961   |
| 2   | The Connie Masters Story                   | 12 oktober 1961  |
| 3   | My Friend, the Horse Thief                 | 19 oktober 1961  |
| 4   | The Cutups                                 | 26 oktober 1961  |
| 5   | Night Riders                               | 2 november 1961  |
| 6   | The Braithwaite Brothers                   | 9 november 1961  |
| 7   | Walk Tall                                  | 16 november 1961 |
| 8   | Roly                                       | 23 november 1961 |
| 9   | No Luck on Friday                          | 30 november 1961 |
| 10  | The Outlaw Marshals                        | 14 december 1961 |
| 11  | Masterpiece                                | 21 december 1961 |
| 12  | The Verdict                                | 28 december 1961 |
| 13  | The Dark Sunrise of Griff Kincaid, Esquire | 4 januari 1962   |
| 14  | The Bitter Swede                           | 18 januari 1962  |
| 15  | Buck Breeson Rides Again                   | 25 januari 1962  |
| 16  | A Bit of Glory                             | 1 februari 1962  |
| 17  | Horse of a Similar Color                   | 8 februari 1962  |
| 18  | The Sisters                                | 15 februari 1962 |
| 19  | A Day to Kill                              | 22 februari 1962 |
| 20  | No More Horses                             | 1 maart 1962     |
| 21  | Ride the Man Down                          | 8 maart 1962     |
| 22  | Farewell Performance                       | 15 maart 1962    |
| 23  | Charge                                     | 22 maart 1962    |
| 24  | All in a Day's Work                        | 10 mei 1962      |